# طیبه کترین
طیبه کترین (به عربی: الطیبة کترین) یک روستا در سوریه است که در ناحیه الجانودیه واقع شده‌است. طیبه کترین ۳۲۴ نفر جمعیت دارد.